# السعودية في ألعاب التضامن الإسلامي 2017
السعودية في ألعاب التضامن الإسلامي 2017
شاركت المملكة العربية السعودية في دورة ألعاب التضامن الإسلامي الرابعة التي أُقيمت في مدينة باكو، عاصمة أذربيجان، في الفترة من 12 إلى 22 مايو 2017. وقد مثلت هذه الدورة حدثًا رياضيًا هامًا تجمع فيه الرياضيين من دول العالم الإسلامي للتنافس في مجموعة متنوعة من الرياضات.
الوفد السعودي في دورة ألعاب التضامن الإسلامي 2017
شهدت المشاركة السعودية في هذه الدورة حضورًا قويًا من قبل 144 رياضيًا ورياضية، الذين شاركوا في 16 رياضة مختلفة. ومن بين هذه الرياضات: كرة القدم، كرة اليد، كرة السلة 3×3، ألعاب القوى، السباحة، كرة الطاولة، التنس، المصارعة، رفع الأثقال، التايكوندو، الكاراتيه، الجودو، الجمباز، كرة الماء، والرماية.
الميداليات والإنجازات
نجح الوفد السعودي في تحقيق نتائج متميزة في العديد من الألعاب، حيث استطاع الرياضيون السعوديون حصد 11 ميدالية، توزعت بين الميداليات الذهبية والفضية والبرونزية، ما جعل المملكة تحتل المركز 11 في جدول ترتيب الميداليات.
الميداليات الذهبية:
1.	ألعاب القوى: 110 متر حواجز – أحمد خضر.
2.	الرماية: الشوزن سكيت – سعيد المطيري.
3.	ألعاب القوى: القفز بالزانة – حسين آل حزام.
4.	كرة اليد: منتخب السعودية لكرة اليد – منتخب المملكة حقق الفوز بالميدالية الذهبية في هذه اللعبة.
الميدالية الفضية:
1.	ألعاب القوى: رمي الجلة – سلطان الحبشي.
الميداليات البرونزية:
1.	رفع الأثقال: وزن 62 كغم – فيصل السلمي.
2.	رفع الأثقال: وزن 85 كغم – خليل آل حمقان.
3.	التايكوندو: وزن 68 كغم – سعود المولد.
4.	التايكوندو: وزن 58 كغم – حمد المبروك.
5.	ألعاب القوى: رمي القرص – سلطان الداودي.
6.	كرة الماء: منتخب السعودية لكرة الماء – منتخب المملكة في كرة الماء حصد الميدالية البرونزية في هذه الرياضة.
أداء المنتخب السعودي في بعض الألعاب البارزة
•	كرة القدم: شهدت المباراة بين السعودية وأذربيجان في دور المجموعات خسارة المنتخب السعودي بنتيجة 0-2. ورغم هذا الأداء، استمر المنتخب السعودي في بذل الجهد خلال المباريات اللاحقة.
•	ألعاب القوى: سجلت ألعاب القوى السعودية نجاحًا ملحوظًا، حيث حقق الرياضيون السعوديون العديد من الميداليات الذهبية والفضية في المسابقات المختلفة، مثل الجري والقفز.
•	التايكوندو: استطاع الرياضيون السعوديون تحقيق ميداليات في التايكوندو، التي كانت واحدة من الألعاب التي شهدت مشاركة قوية في الدورة.
الختام وأثر المشاركة
تعتبر مشاركة السعودية في دورة ألعاب التضامن الإسلامي 2017 خطوة مهمة نحو تعزيز مكانة المملكة في المجال الرياضي على مستوى العالم الإسلامي. هذه المشاركة لا تقتصر على حصد الميداليات فقط، بل تعكس أيضًا التطور المستمر للرياضة السعودية، حيث تمثل منصة لتبادل الخبرات الرياضية والتعاون بين الدول الأعضاء في منظمة التعاون الإسلامي.
لقد أظهرت الدورة قدرة الرياضيين السعوديين على المنافسة في العديد من الرياضات وحققت نجاحًا يعزز من توجهات المملكة نحو تعزيز الرياضة كجزء أساسي من رؤية 2030.
للمزيد من التفاصيل، يمكنكم زيارة صفحة السعودية في ألعاب التضامن الإسلامي 2017 على ويكيبيديا.
المصادر:
.

## جدول الميداليات
فاز الوفد السعودي ب11 ميدالية : 4 ميداليات ذهبية وفضية واحدة و6 برونزية، واحتل الرتبة 11 في جدول ترتيب الدول حسب عدد الميداليات.
| الميدالية | الرياضة     | المنافسة      | الرياضي                   |
| --------- | ----------- | ------------- | ------------------------- |
| ذهبية     | ألعاب القوى | 110 متر حواجز | أحمد خضر                  |
| ذهبية     | الرماية     | الشوزن سكيت   | سعيد المطيري              |
| ذهبية     | ألعاب القوى | القفز بالزانة | حسين آل حزام              |
| ذهبية     | كرة اليد    | كرة اليد      | منتخب السعودية لكرة اليد  |
| فضية      | ألعاب القوى | رمي الجلة     | سلطان الحبشي              |
| برونزية   | رفع الأثقال | وزن 62 كلغ    | فيصل السلمي               |
| برونزية   | رفع الأثقال | وزن 85 كلغ    | خليل آل حمقان             |
| برونزية   | التايكوندو  | وزن 68 كلغ    | سعود المولد               |
| برونزية   | التايكوندو  | وزن 58 كلغ    | حمد المبروك               |
| برونزية   | ألعاب القوى | رمي القرص     | سلطان الداودي             |
| برونزية   | كرة الماء   | كرة الماء     | منتخب السعودية لكرة الماء |

| الرياضة     | ميدالية ذهبية | ميدالية فضية |   | المجموع |
| ----------- | ------------- | ------------ | - | ------- |
| ألعاب القوى | 2             | 1            | 1 | 4       |
| رفع الأثقال | 0             | 0            | 2 | 2       |
| التايكوندو  | 0             | 0            | 2 | 2       |
| كرة اليد    | 1             | 0            | 0 | 1       |
| الرماية     | 1             | 0            | 0 | 1       |
| كرة الماء   | 0             | 0            | 1 | 1       |
| المجموع     | 4             | 1            | 6 | 11      |

## كرة القدم

### تشكيلة اللاعبين
المدرب : يوسف أنبار
| رقم | المركز | اللاعب                    | تاريخ الميلاد (العمر)     | النادي                  |
| --- | ------ | ------------------------- | ------------------------- | ----------------------- |
| 1   | GK     | محمد عواجي                | 22 أكتوبر 1995 (العمر 21) | نادي الشباب             |
| 2   | DF     | عمر السنين                | 14 مارس 1995 (العمر 22)   | نادي الاتفاق            |
| 3   | DF     | أحمد شراحيلي              | 8 مايو 1994 (العمر 23)    | نادي الهلال             |
| 4   | DF     | عبد المحسن فلاته          | 14 يونيو 1994 (العمر 22)  | نادي القادسية           |
| 5   | DF     | عبد الله الفهد            | 15 يونيو 1994 (العمر 22)  | نادي الشباب             |
| 6   | MF     | عبد الإله المالكي         | 11 أكتوبر 1994 (العمر 22) | نادي الوحدة (السعودية)  |
| 7   | FW     | عبد الله المقباس          | 13 يناير 1996 (العمر 21)  | نادي الشباب             |
| 8   | MF     | محمد كنو (كابتن)          | 22 سبتمبر 1994 (العمر 22) | نادي الاتفاق            |
| 9   | FW     | عبد الرحمن الغامدي        | 1 نوفمبر 1994 (العمر 22)  | نادي الاتحاد (السعودية) |
| 10  | MF     | محمد الكويكبي             | 2 ديسمبر 1994 (العمر 22)  | نادي الاتفاق            |
| 11  | MF     | عبد العزيز البيشي         | 11 مارس 1994 (العمر 23)   | نادي الشباب             |
| 12  | DF     | محمد البقوي               | 12 يوليو 1995 (العمر 21)  | نادي الهلال             |
| 13  | DF     | حسن رغفاوي                | 15 سبتمبر 1995 (العمر 21) | نادي الشباب             |
| 14  | MF     | معتز تمبكتي               | 13 مايو 1994 (العمر 22)   | نادي الاتحاد            |
| 15  | MF     | حسن العمري (لاعب كرة قدم) | 21 أبريل 1994 (العمر 23)  | نادي القادسية           |
| 16  | FW     | رائد الغامدي              | 6 مايو 1994 (العمر 23)    | النادي الأهلي           |
| 17  | DF     | فهد غازي                  | 1 مارس 1994 (العمر 23)    | نادي الهلال             |
| 18  | MF     | علي هزازي                 | 18 فبراير 1994 (العمر 23) | نادي القادسية           |
| 19  | FW     | هزاع الهزاع*              | 8 أغسطس 1991 (العمر 25)   | نادي الاتفاق            |
| 20  | MF     | ضاحية عبد الله السالم*    | 19 ديسمبر 1992 (العمر 24) | نادي الخليج             |
| 21  | GK     | حبيب الويطان              | 8 أغسطس 1996 (العمر 20)   | نادي الفتح (السعودية)   |
| 22  | GK     | مروان الحيدري             | 12 أبريل 1996 (العمر 21)  | نادي الهلال             |
| 23  | DF     | علي لاجامي                | 24 أبريل 1996 (العمر 21)  | نادي الخليج             |

### تفاصيل المشاركة
| م | الفريق       | لعب | ف | ت | خ | أ.له | أ.ع | أ.ف | نقاط | التأهل                     |
| - | ------------ | --- | - | - | - | ---- | --- | --- | ---- | -------------------------- |
| 1 | الكاميرون    | 3   | 1 | 2 | 0 | 4    | 1   | +3  | 5    | الصعود لمرحلة خروج المغلوب |
| 2 | أذربيجان (H) | 3   | 1 | 2 | 0 | 2    | 0   | +2  | 5    | الصعود لمرحلة خروج المغلوب |
| 3 | المغرب       | 3   | 1 | 2 | 0 | 2    | 1   | +1  | 5    |                            |
| 4 | السعودية     | 3   | 0 | 0 | 3 | 0    | 6   | −6  | 0    |                            |

| السعودية | 0–1   | المغرب             |
| -------- | ----- | ------------------ |
|          | تقرير | - 76' شعيب المفتول |

| أذربيجان | 0–0   | الكاميرون |
| -------- | ----- | --------- |
|          | تقرير |           |

| الكاميرون                   | 1–1   | المغرب              |
| --------------------------- | ----- | ------------------- |
| - فرانتز بانغوب تشيدجوي 30' | تقرير | - 90+1' حمزة غودالي |

| أذربيجان                                     | 2–0   | السعودية |
| -------------------------------------------- | ----- | -------- |
| - إلشان عبداللهييف 67' - آغابالا رمضانوف 81' | تقرير |          |

| أذربيجان | 0–0   | المغرب |
| -------- | ----- | ------ |
|          | تقرير |        |

| الكاميرون                                                                                 | 3–0   | السعودية |
| ----------------------------------------------------------------------------------------- | ----- | -------- |
| - دينيس إيفان نكولو أوسينغاني 39' - فرانتز بانغوب تشيدجوي 45+1' (ركلة.) - ماكي باغناك 59' | تقرير |          |